# Maria Bueno
Maria Esther Andion Bueno, brazilska tenisačica, * 11. oktober 1939, São Paulo, Brazilija, † 8. junij 2018, São Paulo.
Maria Bueno je nekdanja številka ena na ženski teniški lestvici WTA in zmagovalka sedmih posamičnih turnirjev za Grand Slam, še petkrat pa se je uvrstila v finale. Štirikrat je osvojila Nacionalno prvenstvo ZDA in trikrat Prvenstvo Anglije, na turnirjih za Amatersko prvenstvo Francije in Prvenstvo Avstralije pa se je po enkrat uvrstila v finale. V dvanajstih finalih se je petkrat pomerila z Margaret Court, s katero je dvakrat zmagala in trikrat izgubila. Ob tem je osvojila še enajst turnirjev za Grand Slam med mešanimi dvojicami v šestnajstih finalih in en naslov med mešanimi dvojicami v sedmih finalih. Leta 1979 je bila sprejeta v Mednarodni teniški hram slavnih.

## Finali Grand Slamov posamično (12)

### Zmage (7)
| Leto | Turnir                       | Nasprotnica v finalu     | Rezultat finala |
| 1959 | Prvenstvo Anglije            | Darlene Hard             | 6–4, 6–3        |
| 1959 | Nacionalno prvenstvo ZDA     | Christine Truman Janes   | 6–1, 6–4        |
| 1960 | Prvenstvo Anglije (2)        | Sandra Reynolds Price    | 8–6, 6–0        |
| 1963 | Nacionalno prvenstvo ZDA (2) | Margaret Court           | 7–5, 6–4        |
| 1964 | Prvenstvo Anglije (3)        | Margaret Court           | 6–4, 7–9, 6–3   |
| 1964 | Nacionalno prvenstvo ZDA (3) | Carole Caldwell Graebner | 6–1, 6–0        |
| 1966 | Nacionalno prvenstvo ZDA (4) | Nancy Richey             | 6–3, 6–1        |

### Porazi (5)
| Leto | Turnir                       | Nasprotnica v finalu | Rezultat finala        |
| 1960 | Nacionalno prvenstvo ZDA     | Darlene Hard         | 6–4, 10–12, 6–4        |
| 1964 | Amatersko prvenstvo Francije | Margaret Court       | 5–7, 6–1, 6–2          |
| 1965 | Prvenstvo Avstralije         | Margaret Court       | 5–7, 6–4, 5–2, predaja |
| 1965 | Prvenstvo Anglije            | Margaret Court       | 6–4, 7–5               |
| 1966 | Prvenstvo Anglije (2)        | Billie Jean King     | 6–3, 3–6, 6–1          |